# Gavril Precup
Gavril Precup (n.  1865, Piatra, județul Bistrița-Năsăud - d.  1921,  Blaj) a fost un delegat în Marea Adunare Națională de la Alba Iulia, organismul legislativ reprezentativ al „tuturor românilor din Transilvania, Banat și Țara Ungurească”, cel care a adoptat hotărârea privind Unirea Transilvaniei cu România, la 1 decembrie 1918.

## Biografie
A fost profesor la Liceul de Băieți din Blaj. A fondat "Reuniunea meseriașilor români" din Blaj. Între 1918-1919, a fost vicepreședinte al C.N.R. Blaj. A fost delegatul Blajului la ședința și tratativele C.N.R.C. de la Arad din 13-14 noiembrie 1918. După Marea Unire din 1918, în cadrul Consiliului Dirigent, a fost director general al învățământului secundar.

## Educație
A urmat studiile primare la școala din satul natal Piatra, județul Bistrița-Năsăud. A urmat studiile liceale la Năsăud. A urmat studiile superioare teologice și filosofice la Budapesta.